# Tramway de Milan
Le tramway de Milan est un réseau de tramway qui dessert la ville de Milan (Italie) et une partie de son agglomération. Totalisant une longueur de 180,3 kilomètres, le réseau a été inauguré en 1881 et possède actuellement 17 lignes.

## Aperçu général

### Réseau actuel
Le réseau compte 17 lignes urbaines.

| Numéro | Itinéraire                                                             | Carte |
| ------ | ---------------------------------------------------------------------- | ----- |
| 1      | Greco (Via Martiri Oscuri) ↔ Roserio                                   |       |
| 2      | Piazza Bausan ↔ Piazzale Negrelli                                      |       |
| 3      | Duomo (Via Cantù) ↔ Gratosoglio                                        |       |
| 4      | Piazza Castello ↔ Niguarda (Parco Nord) (Metrotranvia Nord)            |       |
| 5      | Ortica (Via Milesi) ↔ Ospedale Niguarda                                |       |
| 7      | Piazzale Lagosta ↔ Precotto (Via Anassagora) (Metrotranvia di Bicocca) |       |
| 9      | Stazione Centrale (Piazza IV Novembre) ↔ Stazione Genova               |       |
| 10     | Viale Lunigiana ↔ Piazza XXIV Maggio                                   |       |
| 12     | Roserio ↔ Viale Molise                                                 |       |
| 14     | Cimitero Maggiore ↔ Lorenteggio                                        |       |
| 15     | Duomo (Via Dogana) ↔ Rozzano (Via Guido Rossa) (Metrotranvia Sud)      |       |
| 16     | San Siro Stadio (Piazza Axum) ↔ Via Monte Velino                       |       |
| 19     | Lambrate ↔ Piazza Castelli                                             |       |
| 24     | Piazza Fontana ↔ Vigentino (Via Selvanesco)                            |       |
| 27     | Piazza Fontana ↔ Viale Ungheria                                        |       |
| 31     | Bicocca ↔ Cinisello (Via I Maggio) (Metrotranvia di Cinisello)         |       |
| 33     | Piazzale Lagosta ↔ Viale Rimembranze di Lambrate                       |       |

### Matériel roulant
| Image | Constructeur | Modèle              | Année de livraison | Nombre |
| ----- | --- | ------------------- | ------------------ | ------ |
|       | Società Italiana Ernesto Breda, Carminati & Toselli, Officine Meccaniche Lodigiane, OM, Reggiane, Officine Elettroferroviarie Tallero | Série 1500          | 1927–1930          | ?      |
|       | Officine Meccaniche della Stanga Breda Costruzioni Ferroviarie                                                                        | Série 4600          | 1955–1960          | 13     |
|       | Officine Meccaniche della Stanga Breda Costruzioni Ferroviarie                                                                        | Série 4700          | 1955–1960          | 20     |
|       | Fiat Ferroviaria Officine Meccaniche della Stanga                                                                                     | Série 4900          | 1976–1978          | 100    |
|       | AdTranz | Série 7000 Eurotram | 2000               | 26     |
|       | AnsaldoBreda | Série 7100 Sirio    | 2002-2010          | 48     |
|       | AnsaldoBreda | Série 7500 Sirio    | 2003-2011          | 35     |
|       | AnsaldoBreda | Série 7600 Sirio    | 2003-2011          | 33     |